# سماق ورنيشي سيال
سماق سام ورنيشي سيال (الاسم العلمي: Toxicodendron vernicifluum) هو نوع من النباتات يتبع جنس السماق السام من الفصيلة البطمية.